# Drengen og Jernkæmpen
Drengen og Jernkæmpen (originaltitel: The Iron Giant) er en amerikansk animeret science fiction-film fra 1999 produceret af Warner Bros. Animation, baseret på romanen The Iron Man af Ted Hughes fra 1968. Brad Bird instruerede filmen, hvor vi finder stemmeskuespillerne Eli Marienthal, Jennifer Aniston, Harry Connick Jr., Vin Diesel, Christopher McDonald og John Mahoney i hovedrollerne.

## Handling
Under den kolde krigs højdepunkt, den 4. oktober, 1957 (den dato, hvor Sovjetunionen lancerede Sputnik 1) i USA, nødlander en enorm robot (Vin Diesel) lige ud for kysten ved den fiktive by Rockwell i Maine. Den 11-årige ensomme dreng, Hogarth Hughes (Eli Marienthal), som bor sammen med sin enlige og overanstrengte mor Annie (Jennifer Aniston), opdager næste dag jernkæmpen som er faldet ned fra verdensrummet, da han følger et spor af ødelæggelse fra sit hjem til en nærliggende skov. Da han når frem ved destinationen, frigør han robotten som sidder fast i elektriske kabler tilhørende en højspændingsstation, som den har forsøgt at spise. Hogarth flygter men kommer tilbage næste dag for at udforske stedet, og møder robotten som venter på ham. Han opdager at robotten er venlig og viser sin taknemmelighed for sin redning. Robotten begynder at følge efter Hogarth mod hans vilje, og forsøger at æde jernbanespor på vejen. Idét Hogarth forsøger at instruere robotten i hvordan man reparere det, ankommer et modkørende tog og kolliderer mod robottens hoved. Hogarth og robotten forsvinder før togpersonalet (Ollie Johnston og Frank Thomas) kan undersøge sagen. Hogarth opdager, at robotten er selvreparerende, da løse dele fra kollisionen vender tilbage til robotten under dens egen kontrol og samler robottens ødelagte hoved. I sit hjem, skjuler Hogarth robotten i deres stald, og lære den naturen om liv og død, og hvordan man taler engelsk gennem sine tegneserier. Robotten er imponeret over Superman-tegneserieren, men bliver bedrøvet, da den ser en tegneserie om en kæmpe ond robot, men Hogarth forsikrer robotten, om at den kan være en helt, hvis den ønsker det.
Hændelserne på stationen og togulykken får den paranoide regeringsagent Kent Mansley (Christopher McDonald) til at undersøge byen. Efter at have fundet beviser på at Hogarth har været i nærheden af stationen, tager Mansley imod et værelse til leje i Hogarth hjem og forsøger at få drengen til at fortælle mere om sagen. Efterhånden advarer Mansley den amerikanske hær om robottens tilstedeværelse. Bekymret for, at Mansley vil opdage robotten, under Hogarth Mansley og tager robotten med til beatnik-kunstneren Dean McCoppins (Harry Connick, Jr.) skrot-plads. Dean er i stand til at få robotten til at ligne et af sine kunstværker, da Mansley og generalløjtnanten Rogard (John Mahoney) og hans brigade undersøger sagen. Da de ser robotten, som er et kunstværk skælder Rograd Kent ud og køre hele sin brigade hjem. Efter de er kørt, vil Hogarth lege en leg med robotten hvor Hogarth skal skyde robotten ned, men robotten har et selvforsvar, som den aktiver når den bliver beskudt. Dean redder hogarth for at ikke og blive skudt og skælder derfor robotten ud så den løber sin vej. Hogarth løbe efter robotten, men bliver hentet af Dean på sin motorcykel, som vil hjælpe Hogarth. imens robotten er på vej væk hører robotten to unge drenge, som er ved og falde ned fra en høj bygning nede i byen. Robotten redder de to drenge hvor en masse mennesker er der og jubler over robotten, som har reddet drengen.
Hogarth og Dean kører forbi hærens konvoj og Kent kigger tilbage for og se hvem der kørte forbi, men ligeså snart han vender hovedet ser han robotten oppe i byen og han stopper op og får hele konvojen til og stoppe. Derefter kommer Hogarth over til robotten for og komme op til den. Robotten tag Hogarth op til sig, men bliver beskudt at hæren som er kommet til byen. Robotten løber sin vej og Dean prøver og stoppe hæren med og skyde på robotten da den har Hogarth med sig. Han siger det til Kent, men han er ligeglad med Hogarth, han ville bare dræbe robotten. Så han siger til Rogard at robotten har dræbt Hogarth og sætter koden Rød i gang, som sætter hele hærens flåde og fly i gang med og få robotten dræbt. i det robotten er på vej væk fra byen løber ude på en vej hvor der kommer en bus imod robotten så den vælter og ryger ud over en klippeskrant, men robotten når lige at sætte sine raketmotorer i gang inden den når at røre vandet. Robotten kommer meget hurtigt op i luften hvor den møder flyvevåbnet som prøver og skyde den ned, men en af flyvernes missiler rammer Robotten og ryger ned mod jorden. Robotten har tabt Hogarth og ser ham være bevidstløs så den tror at Hogarth er død. Robotten går derfor amok og begynder og sætte alle sine våben i gang og smaderer alle hærens tanks.
Dean og Hogarths mor finder Hogarth og tager ham tilbage til byen for og finde et hospital. Hele hæren er i gang med og skyde på robotten, men det lader til ikke og hjælpe derfor råder Kent med at Rogard skal bruge en atombombe til og kunne dræbe robotten, men inden der bliver givet en ordrer på at der skal skydes med atombomben, så kommer Hogarth til sig selv og får stoppet robotten til og slappe af og komme til sig selv igen. Rogard er nu kommet til et stort dilema han har Kent på den ene side og Dean i den anden side og fortæller at det hele kan stoppes med at man lod hver med at skyde på den mens Kent siger at der ska affyres med atombomben. Rogard opdager at Hogarh er i live og er ved og afbrydder ordreren til atombomben, men Kent er hurtig og tager radioen til atombomben og får sat den i gang. Rogard tag fat i Kent og siger, at atombomben er på ved ned mod byen pga. at robotten er i den possision, den er i. Kent prøver og flygte, men robotten stopper ham ved og sætte sin hånd foran ham og hæren får ham anholdt. Hogarth fortæller robotten at de alle sammen ska dø nu, men robotten ville redde alle de mennesker der er i byen og siger sig Hogarth at han skal blive og at robotten skal gå. Så robotten flyver op til atombomben, som er ude i rummet nu og flyver ind i bomben så det hele springer i luften i rummet.
Nogle dage efter er der lavet et monument af robotten som holder Hogarth og det er Dean der har lavet den. Hogarth kommer over til Dean og Dean giver ham en gave fra Rograd som er en lille del fra robotten. Midt og natten bliver Hogarth vækket af en lille lyd og kigger på den lille æske han havde fået af og så er den lille del væk, men han kigger over mod vinduet hvor den lille del blinker og bevæger sig. Hogarth lukker vinduet op og den lille del hopper ud og ruller ud mod græsset. Så ser man at nogle andre dele bevæge sige oppe i Island ud mod hovdedelen af robotten er.

## Medvirkende
| Rolle          | Original stemme      | Dansk stemme       |
| -------------- | -------------------- | ------------------ |
| Hogarth Hughes | Eli Marienthal       | Sune Hundborg      |
| Jernkæmpen     | Vin Diesel           | Nis Bank-Mikkelsen |
| Dean McCoppin  | Harry Connick Jr.    | Donald Andersen    |
| Annie Hughes   | Jennifer Aniston     | Annette Heick      |
| Kent Mansley   | Christopher McDonald | Jens Jacob Tychsen |
| General Rogard | John Mahoney         | John Hahn-Petersen |
| Earl Stutz     | M. Emmet Walsh       | Ole Varde Lassen   |
| Marv Loach     | James Gammon         | Peter Aude         |

## Temaer
Filmen foregår i slutningen af 1950'erne, i en periode af den kolde krig præget af optrapning og spændingen mellem USA og Sovjetunionen. I 1957, blev Sputnik lanceret, hvilket øgede muligheden for atomangreb fra rummet. Anti-kommunismen og den potentielle trussel om  atomtilintetgørelse skabte en atmosfære af frygt og paranoia, der også førte til en spredning af film om fremmed invasion. I en scene, i Hogarths klasse ses det, at eleverne ser en animeret film ved navn Atom Holocaust, baseret på Duck & Cover, der er en virkelig film, som gav råd om hvordan man overlever, hvis Sovjetunionen bombede USA. Filmen har ligeledes med med sin holdning til 1950'ernes intolerante frygt og galskab, også et anti-våben-budskab i sig. Da Jernkæmpen ser en hjort blive dræbt af jægere, lægger den mærke til to geværer, der er blevet smidt ved rådyrets krop. Jernkæmpens øjne bliver røde og illustrerer fjendtlighed overfor ethvert våben. Det gentages i hele filmen, "Guns kill." (Våben Dræber) og "You're not a gun." (Du er ikke et våben) På trods af anti-krigs og anti-våben-temaerne, undgår filmen at dæmonisere militæret, og præsenterer General Rogard som en væsentligt rationelle og sympatisk karakter, i modsætning til den magtsyge civile Mansley.
Forfatter Tim McCanlies rettede Hogarths budskab til kæmpen, "You are who you choose to be" (Du er hvem du vælger at være) hvilket spillede en central rolle i filmen. "At a certain point, there are deciding moments when we pick who we want to be. And that plays out for the rest of your life", hvilket mente at han ønskede at få en fornemmelse mellem rigtig og forkert. Dette vendepunkt var i tillæg for at få publikum til at føle sig som en vigtig del af menneskeheden.

## Soundtrack
1. Blast Off – The Tyrones
2. Rockin' in Orbit – Jimmie Haskell
3. Kookies Mad Pad – Edd "Kookie" Byrnes
4. Salt and Peanuts – The Nutty Squirrels
5. Comin' Home Baby – Mel Tormé
6. Cha-Hua-Hua – Eddie Platt
7. Let's Do the Cha-Cha – The Magnificents
8. Blues Walk – Lou Donaldson
9. I Got a Rocket in My Pocket – Jimmy Lloyd
10. Searchin' – The Coasters
11. Honeycomb – Jimmie Rodgers
12. Destination Moon – The Ames Brothers
13. You Can Be... – Michael Kamen
14. ...Who You Choose to Be – Michael Kamen